# Кућа Божића у Краљеву
Кућа Божића у Краљеву изграђена је осамдесетих година XIX века. Заштићена је као споменик културе од 1997. године.

## Положај и изглед
Кућа Божића се налази у улици Танаска Рајића 12 у Краљеву. Првобитно је била у власништву свештеника из Рашке, Саве Поповића. Од Саве је кућу 1894. године купио Вићентије Крџић, архимандрит манастира Сретење. Вићентије је по одласку у манастир Хиландар кућу продао проти Саватију Божићу који је познат по свом активном учешћу у друштвеном животу, али и развоју Краљева.
Кућа је изграђена у електричком духу. Масивни компартменти на угловима, степенасти кровни венац, натпрозорници, допрозорници и други украси, престављају орнаменталне елементе који су карактеристични за овај стил.
У основи, кућа је правоугаоног облика и састоји се од високог приземља и сутерена. Високо приземље са симетрично обликованим фасадама, одликује се различитим декоративним елементима неокласицистичког и неоренесансног стила. Наткривена је четвороводним кровом који се наставља на нижи кров изнад улазног трема. Нижи кров је накнадно дограђен.
Кућу карактерише високи сокл. Високи сокл је изграђен од наизменично сложених редова камена и опеке.